# Dzielnica północna w Warszawie

Nalewki na pocztówce z początków XX wieku

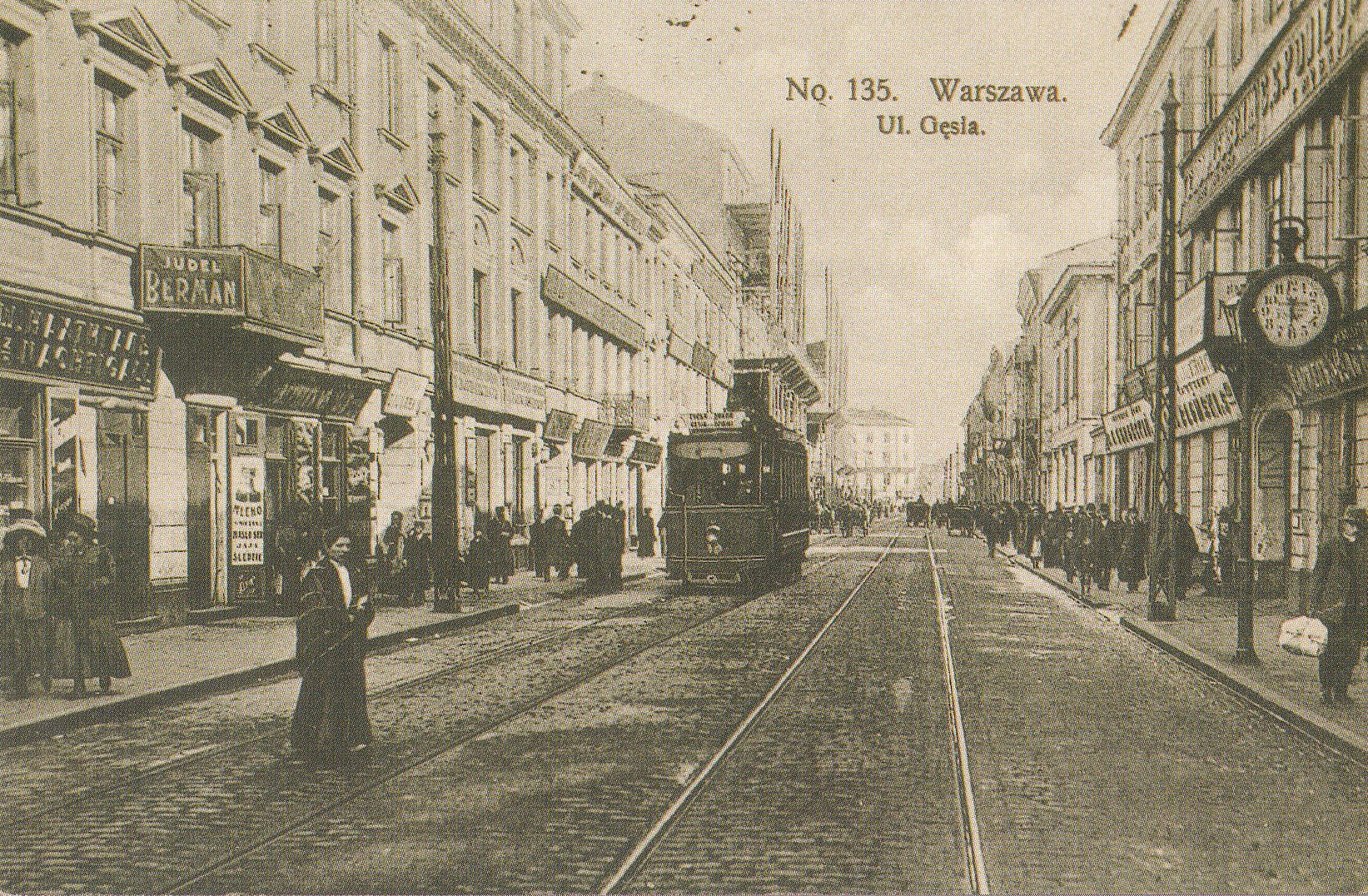
Ulica Gęsia ok. 1908

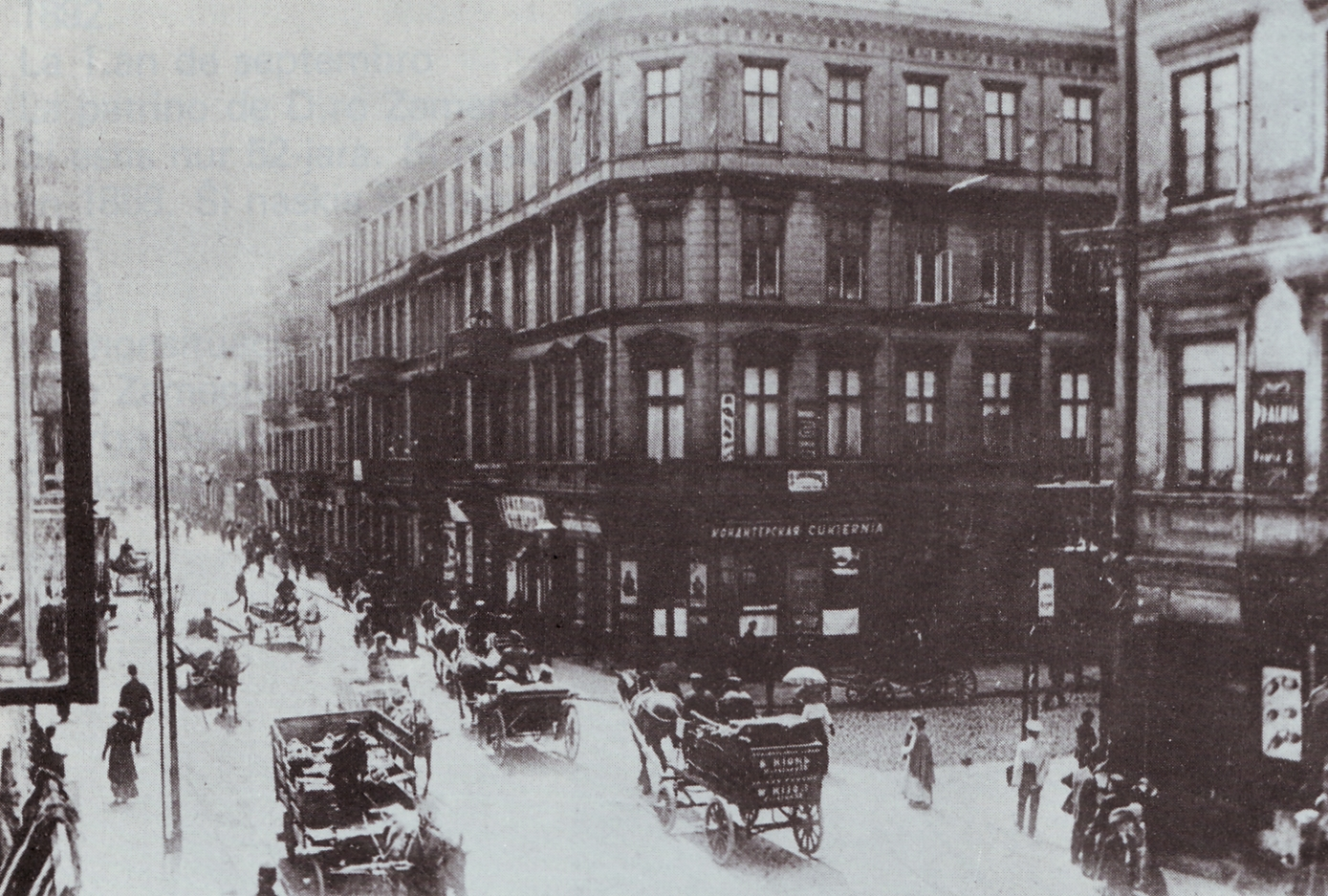
Ulica Dzika w 1900 roku

Dzielnica północna, także: dzielnica nalewkowska, dzielnica nalewkowsko-muranowska lub Nalewki – zwyczajowa nazwa dawnej żydowskiej dzielnicy Warszawy, położonej na północny zachód od Starego Miasta. 
Dzielnica północna nie stanowiła osobnej jednostki administracyjnej. Istniała od roku 1809, w ciągu XIX wieku stając się częścią warszawskiego śródmieścia. Została zniszczona w czasie II wojny światowej, kiedy to w latach 1940–1943 stała się częścią warszawskiego getta, a następnie została całkowicie wyburzona. Prawie wszyscy jej mieszkańcy zginęli w latach 1942–1943 w getcie lub w obozie zagłady w Treblince. Na miejscu zburzonej dzielnicy w latach 1948–1953 zbudowano osiedle mieszkaniowe Muranów.

## Historia
Dzielnica północna powstała w roku 1809, kiedy władze Księstwa Warszawskiego postanowiły o zakazie zamieszkania Starego Miasta i głównych ulic Warszawy przez Żydów. Utworzono wówczas listę tzw. ulic egzymowanych, przy których Żydom nie wolno było mieszkać. Lista początkowo liczyła 47 ulic. Władze miasta zadecydowały również o utworzeniu „rewiru żydowskiego”, czyli oddzielnego obszaru, gdzie Żydom wolno byłoby się osiedlać i gdzie mogliby przenieść się z obszaru objętego zakazem. Wyznaczono w tym celu obszar ograniczony ulicami Inflancką, Bonifraterską, Franciszkańską oraz okopami Lubomirskiego i Zygmuntowskimi. Żydzi osiedlali się tam od początku XIX wieku, a dzielnica z biegiem czasu stała się częścią centrum Warszawy. Jej głównymi ulicami były Nalewki, Karmelicka, Franciszkańska, Gęsia, Dzika, Nowolipie i Nowolipki, a największym placem – plac Muranowski.
Dzielnica północna stopniowo rozwijała się, stając się pod koniec XIX wieku częścią warszawskiego śródmieścia. Do I wojny światowej jej rozwój poważnie ograniczało istnienie warszawskiej Cytadeli, wokół której obowiązywał zakaz wznoszenia nowych budynków – skutkowało to dużym przeludnieniem tej części miasta. Warszawska dzielnica żydowska nie stanowiła zamkniętego getta, gdyż nie posiadała precyzyjnych granic, a ludność żydowska osiedlała się również i poza nią. Podział administracyjny tej części Warszawy dostosowywano do składu wyznaniowego ludności, starając się oddzielić cyrkuły (rejony policyjno-administracyjne) z większością ludności żydowskiej od tych zamieszkanych przez chrześcijan. Z biegiem czasu dzielnicę północną podzielono również na dwa cyrkuły: bogatszy Nalewkowski, znajdujący się bliżej centrum, i biedniejszy Powązkowski, na którym zamieszkiwali w dużej mierze ubodzy żydowscy rzemieślnicy i handlarze. Drugą co do wielkości dzielnicą zamieszkiwaną przez warszawskich Żydów był Grzybów, który nie stanowił jednak części dzielnicy. Była bardzo gęsto zabudowana. Przed I wojną światową dominowały tam trzypiętrowe kamienice czynszowe z podwórkami studniami.
Podczas obrony miasta we wrześniu 1939 dzielnica była bombardowana przez Niemców ze szczególną zaciekłością. Dzielnica północna istniała do utworzenia przez Niemców getta warszawskiego w 1940, kiedy to większość jej obszaru (wraz z Grzybowem) została otoczona murem i stała się dzielnicą zamkniętą, w której uwięziono warszawskich Żydów. Prawie wszyscy mieszkańcy warszawskiego getta zginęli w latach 1942–1943, zamordowani w samym getcie lub w obozie zagłady w Treblince. Po wybuchu powstania w getcie w 1943 Niemcy zdecydowali o całkowitym zburzeniu dzielnicy. Wykorzystując więźniów z KL Warschau do wybuchu powstania warszawskiego rozebrano prawie wszystkie domy mieszkalne. Nie wywieziono jednak gruzu.
Po wojnie na zagruzowanym terenie dawnej dzielnicy zbudowano osiedle mieszkaniowe Muranów, które jest modernistycznym zespołem urbanistycznym o otwartym układzie i jako taki nie posiada odniesień do dawnej, gęsto zabudowanej dzielnicy żydowskiej. Część układu ulic i ich nazewnictwa została zachowana, część została zmieniona.